# Front de libération arabe
 (mars 2018).
Si vous disposez d'ouvrages ou d'articles de référence ou si vous connaissez des sites web de qualité traitant du thème abordé ici, merci de compléter l'article en donnant les références utiles à sa vérifiabilité et en les liant à la section « Notes et références ».

Drapeau du Front de libération arabe.

Le Front de libération arabe (arabe : جبهة التحريرالعربية, jabha at-tahrir al-arabia) est une organisation palestinienne nationaliste et panarabe, alliée politiquement au Parti Baas irakien.

## Historique
Le FLA a été fondé en 1969 par le parti Baath irakien. En juin 1969, le mouvement devient membre de l'Organisation de libération de la Palestine (OLP) de Yasser Arafat. Le premier dirigeant du FLA était Zeid Heidar. Il était accompagné de Munif al-Razzaz, Abd el-Wahhab al-Kayyali et Abd el-Rahim Ahmed.
Aujourd'hui, le secrétaire général est Rakad Salem (Abou Mahmoud) qui est détenu dans une prison israélienne.
Le FLA est représenté au sein de l'OLP par Mahmoud Ismaël.

## Idéologie
Le FLA a toujours suivi les décisions politiques prises par le gouvernement irakien. En accord avec l'idéologie panarabe du Baath, le mouvement s'est opposé à la « Palestinisation » du conflit. Le FLA estime qu'Israël n'est pas en guerre contre la seule Palestine mais contre le monde arabe - conduit par l'Irak -.
Le FLA s'est opposé aux accords d'Oslo.

## Le mouvement aujourd'hui
Le FLA est la faction la plus importante dans les petites villes (40 000 habitants) irakiennes peuplées de Palestiniens. Le FLA maintient une petite présence dans les camps de réfugiés palestiniens au Liban, mais reste inexistant et isolé en Palestine.
Le siège social du mouvement se trouve à Ramallah, en Cisjordanie.
L'organisation a gagné une certaine importance lors de la seconde Intifada, en distribuant d'importantes sommes d'argent aux familles des kamikazes, grâce au gouvernement irakien.
Le FLA possède un journal mensuel, Sawt al-Jamahir (La Voix des masses).

## Activités militantes
Le groupe n'a plus été impliqué dans des actions armées en territoire israélien depuis le début des années 1990. Le mouvement ne possède plus de matériel militaire significatif. Le nombre de ses militants est estimé à 400.
Le FLA n'est pas considéré comme une organisation terroriste par les États-Unis, par l'Union européenne, et n'est pas considéré comme une organisation terroriste par l'ONU.